# Calodia paraobscura
Calodia paraobscura är en insektsart som beskrevs av Nielson 1991. Calodia paraobscura ingår i släktet Calodia och familjen dvärgstritar. Inga underarter finns listade i Catalogue of Life.